# Copa Rio-Brasília
A Copa Rio-Brasília ou Torneio Cidade de Brasília foi uma competição de futebol realizada em 1996. Envolveu dois clubes do Rio de Janeiro e um de Brasília.

## Equipes
- Botafogo
- Sobradinho
- Vasco

## Regulamento
As três equipes jogavam entre si. A que fizesse mais pontos sairia campeão.

## Partidas
| 12 de julho de 1996 | Sobradinho   | 1 – 1  | Botafogo     | Estádio Augustinho Lima                                                           |
|                     | Oliveira 83' | Súmula | Bentinho 38' | Público: ? Árbitro: Sérgio Carvalho Auxiliares: Jamir Garcez e Denzimar Conceição |

Sobradinho: Arílson, Alexandre (Sílio), Fabiano, Alessandro e Edílson; Arcelino, Oliveira (Júnior Goiano), Dedé (Pardal) (Túlio) e Dejair; Dimba e Antônio Júnior. Técnico: Dé 

Botafogo: Alex Guimarães, Wilson Goiano, Alemão, Jefferson e André Silva; Souza, Otacílio, Marcelo Alves (Julinho) e Bentinho; Mauricinho e Túlio (Marcos Aurélio). Técnico: Ricardo Barreto
Observação: Túlio atuou no 2º tempo pelo Sobradinho
| 14 de julho de 1996. | Botafogo                           | 2 – 0  | Vasco | Estádio Mané Garrincha                                       |
|                      | Túlio Maravilha 27' · Bentinho 58' | Súmula |       | Público: ? Árbitro: Luciano Augusto de Almeida Auxiliares: ? |

Botafogo:  Carlão, Wilson Goiano, Alemão, Jefferson e André Silva; Souza, Otacílio, Marcelo Alves (Niki) e Bentinho; Mauricinho e Túlio. Técnico: Ricardo Barreto 

Vasco: Carlos Germano, Bruno Carvalho, Sídnei (Sandro), Alex e Cássio; Leandro, Luisinho, Juninho Pernambucano e Válber (Vítor); Alessandro (Brener) e Gian (Pedro Renato). Técnico: Carlos Alberto Silva 

Observação: Juninho Pernambucano cobrou um pênalti no travessão.
| julho, 1996 | Sobradinho | X – X                       | Vasco |  |
|             |            | A partida não foi realizada |       |  |

## Artilharia
| Gols | Nome            | Time       |
| 2    | Bentinho        | Botafogo   |
| 1    | Oliveira        | Sobradinho |
| 1    | Túlio Maravilha | Botafogo   |

| Copa Rio-Brasília          |
| -------------------------- |
| Botafogo Campeão (invicto) |